# Unární operace
V matematice je unární operace taková operace, která má jediný operand.
Unární operace {\displaystyle f} na množině {\displaystyle {\mathcal {A}}} tedy je zobrazení
{\displaystyle f:{\mathcal {A}}\rightarrow {\mathcal {B}}},
přičemž velmi často je {\displaystyle {\mathcal {A}}={\mathcal {B}}}.

## Příklady unárních operací
- v číselných množinách
  - získání opačného čísla (−x), absolutní hodnota, či faktoriál (n!),
  - ve vektorovém prostoru opačný vektor
  - nad výroky pak je například negace,
  - inverzní zobrazení nebo funkce

## Unární operace v programování
Unární operace se vyskytují v mnoha programovacích jazycích. Například v jazyce C jsou následující unární operace:
- Inkrementace: ++x, x++ (přidá jedničku k dané proměnné)
- Dekrementace: --x, x-- (odečte jedničku od dané proměnné)
- Reference: &x (zjistí adresu dané proměnné, do ukazatele)
- Dereference: *x (zjistí hodnotu proměnné na ukazatelem dané adrese)
- Escapování: \\ (řídicí znak kontextově změní význam následujícího znaku řetězce, funkce řízená daty)
- Zjištění velikosti: sizeof x (získá velikost daného typu či proměnné)
- Opačné číslo: -x (k dané hodnotě získá číslo opačné)
- Unární plus: +x (identita)
- Bitová negace: ~x (k dané hodnotě získá číslo se všemi bity invertovanými)
- Logická negace: !x (vrátí negaci dané logické hodnoty)